# Nemes Jeles László
Nemes Jeles László, rövidített névalakban: Nemes László  (Budapest, 1977. február 18. –) Kossuth-díjas magyar filmrendező, forgatókönyvíró, az Oscar- és Golden Globe-díjat nyert Saul fia rendezője. Édesapja Jeles András, Kossuth-díjas filmrendező.

## Életpályája
Jeles András Kossuth-díjas rendező fia. Budapesten, majd 1989 és 2003 között Párizsban élt, egyetemi tanulmányai során történelmet, irodalmat, nemzetközi kapcsolatokat és forgatókönyvírást tanult.
A filmezés korán kezdte foglalkoztatni: már tizenhárom évesen horrorfilmeket forgatott párizsi pincéjükben.
Kedvenc filmrendezői Michelangelo Antonioni, Andrej Tarkovszkij, Stanley Kubrick, Ingmar Bergman és Terrence Malick.
2001-től több kis- és nagyjátékfilm rendező- és producer-asszisztense volt Magyarországon és Franciaországban. 2005-ben Kenyeres Bálint Before Dawn című rövidfilmjének első asszisztense, majd két évig dolgozott másodasszisztensként Tarr Béla A londoni férfi című filmjében.
2006-ban forgatta le Türelem című, 35-mm-es kisjátékfilmjét, amely 2007 februárjában „az érzékeny téma szokatlan feldolgozásáért” a legjobb kisjátékfilm díját nyerte el a 38. Magyar Filmszemlén, meghívták a Velencei Nemzetközi Filmfesztivál versenyprogramjába, majd 2008-ban jelölték az Európai Filmakadémia rövidfilmdíjára. Második, The Counterpart című 2008-as kisfilmjét ugyancsak számos fesztiválon mutatták be, díjat nyert többek között Bukarestben, Bergamóban és Valenciában. E két rövidfilmje, Az úr elköszönnel együtt több mint száz nemzetközi fesztiválon vett részt, ahonnan harmincnál több díjat hoztak el.
2006 szeptemberétől a New York-i Egyetem művészeti karán (Tisch School of the Arts) folytatott tanulmányokat filmrendezés szakon.
2011 márciusától öt hónapot töltött Párizsban, a cannes-i fesztivál égisze alatt működő filmes alapítvány, a Cinéfondation Rezidencia elnevezésű ösztöndíjas programjában, amelynek keretében Clara Royer francia forgatókönyvíró közreműködésével fejleszthette Saul fia című filmjének forgatókönyvét. Az elkészült alkotás – négy díj elnyerésével – sikerrel mutatkozott be a 2015-ös cannes-i fesztiválon.
2008 szeptembere óta a londoni székhelyű UIP (United International Pictures) filmforgalmazó tagja.
Első nagyjátékfilmje, a Saul fia (2015) meghívást kapott a 2015-ös cannes-i fesztiválra, ahol – több más díj mellett – elnyerte a fesztivál nagydíját. A film a 2016-os Golden Globe-gálán elnyerte a legjobb külföldi filmnek járó elismerést is, ezzel az első magyar film lett, ami megkapta ezt a komoly szakmai elismerést, majd ezt követően a 88. Oscar-gálán odaítélték a legjobb idegen nyelvű filmnek járó Oscar-díjat is.
2018-ban bemutatták második nagyjátékfilmjét, a Napszálltát.
2021-ben dolgozni kezdett Az árva című filmjén, a Saul fia és a Napszállta csapatával. A filmet a Nemzeti Filmintézet 900 millió forinttal támogatja.

## Filmjei
- 1999 – Arrivals (kisfilm, rendező, forgatókönyvíró)
- 2004 – Une vie en l'air (kisjátékfilm, másodasszisztens, rendező: Emmanuel Malka)
- 2005 – Before Dawn (kisjátékfilm, első asszisztens, rendező: Kenyeres Bálint)
- 2007 – A londoni férfi (nagyjátékfilm, rendezőasszisztens, rendező: Tarr Béla)
- 2007 – Türelem (kisjátékfilm, rendező, forgatókönyvíró)
- 2008 – The Counterpart (kisjátékfilm, rendező, forgatókönyvíró)
- 2010 – Az úr elköszön (kisjátékfilm, rendező, forgatókönyvíró, producer)
- 2015 – Saul fia (nagyjátékfilm, rendező, forgatókönyvíró)
- 2018 – Napszállta (nagyjátékfilm, rendező, forgatókönyvíró)

## Fontosabb díjai, elismerései
- 2007 – 38. Magyar Filmszemle – legjobb kisjátékfilm (Türelem)
- 2007 – Bilbaoi Nemzetközi Dokumentum- és Rövidfilmfesztivál – Ezüst Mikeldi díj (Türelem)
- 2008 – Rövidfilm Fesztivál (Drama) – UIP díj (Türelem) [14]
- 2008 – Európai Filmdíj – legjobb európai rövidfilm jelölés (Türelem)
- 2008 – IndieLisboa Független Nemzetközi Filmfesztivál – Onda Curta díj (Türelem)
- 2008 – Odense-i Nemzetközi Filmfesztivál – legjobb nemzetközi film nagydíja (Türelem)
- 2008 – DaKINO Nemzetközi Filmfesztivál – zsűri nagydíja (The Counterpart)
- 2009 – Cinema Jove - Valenciai Nemzetközi Filmfesztivál – külön dicséret (The Counterpart)
- 2010 – 41. Magyar Filmszemle – legjobb kisjátékfilm rendező (Az úr elköszön) [15]
- 2015 – Cannes-i fesztivál – Nagydíj (Saul fia)
- 2015 – Cannes-i fesztivál – FIPRESCI-díj (Saul fia)
- 2015 – Cannes-i fesztivál – François Chalais-díj (Saul fia)
- 2015 – Szarajevói filmfesztivál – a játékfilmes zsűri különdíja
- 2016 – Golden Globe-díj – A legjobb idegen nyelvű film díja (Saul fia)
- 2016 – B. Nagy László-díj – Magyar Filmkritikusok Díja (Saul fia)
- 2016 – legjobb rendező – Magyar Filmkritikusok Díja (Nemes Jeles László)[16]
- 2016 – legjobb idegen nyelvű film – Oscar-díj (Saul fia)[12]
- 2016 – Kossuth-díj
- 2017 – BAFTA – legjobb nem angol nyelvű film (Saul fia)[17]
- 2018 - 75. Velencei Nemzetközi Filmfesztivál – FIPRESCI-díj (Napszállta)
- 2018 - 15. Sevillai Filmfesztivál - Eurimages díj a legjobb európai koprodukciónak (Napszállta)
- 2019 - 9. Pekingi Nemzetközi Filmfesztivál - a legjobb rendező díja (Napszállta)[18]